# Ourgou-Manéga (département)
Ourgou-Manéga est un département et une commune rurale du Burkina Faso situé dans la province de l’Oubritenga et la région Plateau-Central. En 2006, le département comptait 20 487 habitants.

## Villages
Le département  comprend un village chef-lieu (populations actualisées en 2006) :
- Ourgou (1 772 habitants)

et 26 autres villages :
- Bissighin (242 habitants)
- Bobou (392 habitants)
- Bouktenga (1 105 habitants)
- Boulporé (461 habitants)
- Faaga (274 habitants)
- Guemsaongo (629 habitants)
- Lindi (1 387 habitants)
- Loyargo (946 habitants)
- Manéga (1 626 habitants)
- Namassa (675 habitants)
- Nounkodogo (292 habitants)
- Poédogo (287 habitants)
- Romissi (824 habitants)
- Samissi (1 036 habitants)
- Sanbsin (437 habitants)
- Sanbsin-Peulh (108 habitants)
- Sidogo (1 059 habitants)
- Somdamessom (658 habitants)
- Somdé (908 habitants)
- Sommassi (991 habitants)
- Tambogo (1 250 habitants)
- Tanghin-Manéga (960 habitants)
- Tiguimtenga (421 habitants)
- Wazélé (102 habitants)
- Yobitenga (904 habitants)
- Zoundi (741 habitants)